# Necropoli di Porto Isola Sacra
La Necropoli di Porto Isola Sacra è una necropoli scoperta nel 1925 nel territorio del comune di Fiumicino, tra le aree archeologiche di Portus e Ostia Antica, all'interno del Parco archeologico di Ostia antica.

## Descrizione
La necropoli fu scoperta casualmente nel 1925 durante i lavori di bonifica di Isola Sacra, l'isola sorta presso la foce del Tevere, formatasi artificialmente per l'allungamento della Fossa Traiana.
Gli scavi hanno portato alla luce una necropoli, costruita ai lati della via Flavia-Severiana che collegava Ostia a Portus, dove si contano circa 200 sepolcri, riferiti ad un periodo che va dal I al IV secolo d.C.,  molti dei quali di tipo a celle o familiare. Proprio per questa loro caratteristica, sono state capaci di fornire molte informazioni sullo strato sociale dell'insediamento di Portus, che serviva.
I sepolcri edificati in epoche diverse, vanno da semplici cassoni semicilindrici intonacati e dipinti di rosso, a strutture monumentali a forma di abitazione, di peoca successiva, spesso costruite sopra i cassoni che subivano fenomeni di insabbiamento e rialzo del livello del suolo.
La necropoli ha grande valenza storica, dato dal gran numero di iscrizioni o illustrazioni marmoree mosaicali, utili a comprendere aspetti della vita economica e sociale della società romana, soprattutto quella relativa ai liberti e ai poveri.